# سکارئوارازو (آیاکوچو)
سکارئوارازو (به اسپانیایی: Ccarhuarazo) یک کوه در پرو است که در منطقه آیاکوچو واقع شده‌است. سکارئوارازو ۵٬۱۱۲ متر بالاتر از سطح دریا واقع شده‌است.